# François-Henri Laenen
Pour les articles homonymes, voir Laenen.
François-Henri Laenen (Anvers, 20 juin 1801 - Louvain, 25 juillet 1849) est un architecte belge néo-classique qui fut notamment l'architecte de la ville de Louvain. 
Il réalise entre autres le premier bâtiment de la gare de Louvain en 1840.

## Éléments biographiques
François-Henri Laenen est né à Anvers en 1801. 
En 1836 il est nommé adjoint d'Alexandre Van Arenberg, professeur de la classe d'architecture à l'académie des beaux-arts de Louvain. Il devient ensuite l'architecte officiel de la ville de Louvain. À ce titre il conçoit en 1839 et réalise dans un style néo-classique entre 1840 et 1849, le premier bâtiment voyageurs (bâtiment des recettes) de la gare de Louvain et le nouveau quartier de la gare qui comprend les alignements de façades sur la place (Martelarenplein) et la rue qui relie la gare et le centre historique de la ville.
Il n'a que quarante-huit ans lorsqu'il meurt à Louvain en 1849.

## Réalisations
- 1836, la « Rijschool of Manège » à Louvain[6]
- 1840, gare de Louvain : le premier bâtiment
- 1840-1846, restauration de la flèche de l'église Sainte-Gertrude à Louvain[7]